# Hans Niemann
Hans Moke Niemann (20 de juny de 2003) és un Gran Mestre d'escacs i streamer nord-americà. Niemann va entrar per primera vegada a la llista dels 100 millors jugadors d'escacs júniors l'1 de març de 2019, en la posició número 88. A data de setembre de 2022, és el sisè millor jugador d'escacs júnior i el 45è millor jugador d'escacs del món.

## Carrera
Niemann va néixer a San Francisco el 2003 en una família d'ascendència danesa i hawaiana. De petit es va traslladar als Països Baixos amb la seva família, on va aprendre a jugar als escacs als vuit anys. Als 10 anys va tornar als Estats Units, a Orinda, a la zona de la badia de San Francisco. Allà va jugar el seu primer torneig d'escacs classificat a la Fremont Middle School el desembre de 2012, aconseguint 1,5 de 3 punts. Segons la seva pròpia declaració, Niemann va jugar 100 tornejos en un any i va augmentar la seva puntuació FIDE des del voltant de 1000 fins a 2000 durant aquest temps. Als 12 anys es va traslladar amb la seva família a Connecticut, a la costa est dels Estats Units. Tres anys després del seu primer torneig, Niemann havia augmentat la seva qualificació Elo a 2400. El 2016 va esdevenir Mestre FIDE, el 2018 va rebre el títol de Mestre Internacional, on també va aconseguir la seva primera norma de Gran Mestre.
A la tardor del 2019, gràcies a una beca, Niemann va començar a estudiar a la Columbia Grammar & Preparatory School, a la ciutat de Nova York, on un altre Gran Mestre nord-americà, Marc Tyler Arnold, havia estudiat anteriorment, mentre la seva família va romandre a Connecticut, treballant d'entrenador d'escacs per pagar el lloguer. El desembre de 2019, Niemann va obtenir la seva segona norma de GM. En perdre els ingressos de l'entrenament d'escacs com a conseqüència de la Pandèmia de COVID-19, Niemann es va centrar a jugar a escacs en línia i a retransmetent-ho através de la plataforma Twitch. A l'octubre de 2020, va aconseguir la seva tercera i última norma de GM al Charlotte Chess Center & Scholastic Academy GM Norm Invitational. Al desembre del mateix any, en un torneig a Sitges, va assolir per primera vegada una qualificació Elo de més de 2500, per la qual va ser nomenat gran mestre el gener de 2021.
Al campionat júnior de Saint Louis el juliol de 2021, Niemann va guanyar el títol, classificant-se per al campionat d'adults dels EUA. El març de 2022, Niemann va ser per primera vegada entre els 100 millors del rànquing mundial amb una puntuació Elo de 2648. A la Copa Sinquefield de 2022, Niemann va cridar l'atenció a la tercera ronda amb una victòria amb negres sobre el vigent campió del món Magnus Carlsen. Amb aquesta victòria va assolir per primer cop la marca dels 2700 punts Elo. Després de la derrota, Carlsen es va retirar del torneig.